# Albiano d’Ivrea
Albiano d’Ivrea ist eine Gemeinde in der italienischen Metropolitanstadt Turin (TO) der Region Piemont.

## Lage und Einwohner
Der Ort liegt etwa 53 Kilometer von Turin entfernt auf einer Höhe von 230 m s.l.m. Das Gemeindegebiet umfasst eine Fläche von elf Quadratkilometern und hat 1617 Einwohner (Stand 31. Dezember 2023). 
Die Nachbargemeinden sind Bollengo, Ivrea, Palazzo Canavese, Piverone, Azeglio, Caravino und Vestignè. 

## Geschichte

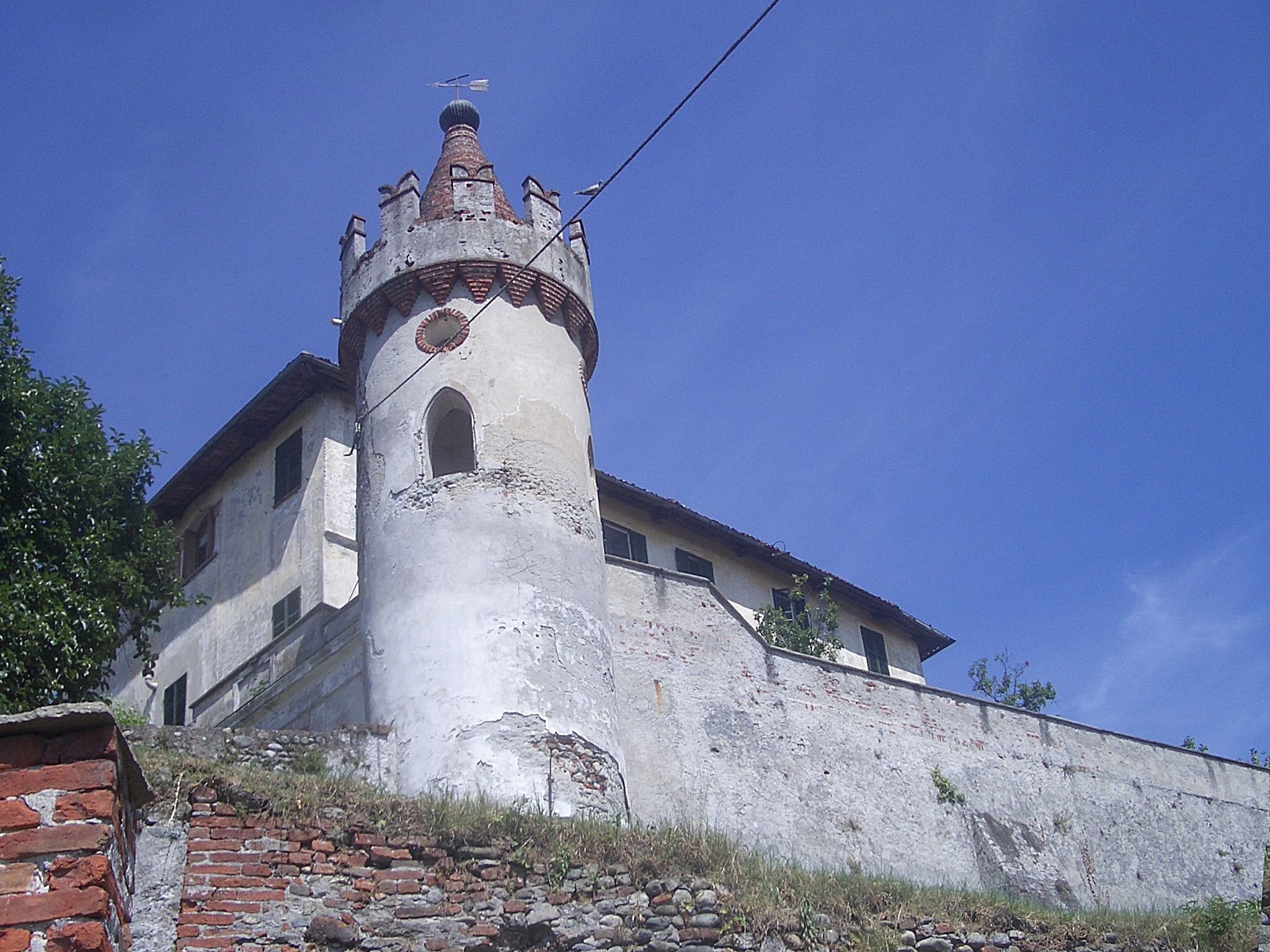
Die Burg von Albiano d’Ivrea

Der Ort war ursprünglich eine Festungsanlage, die in den Schlachten zwischen Vercelli und Ivrea eine Rolle spielte. Das siegreiche Ivrea bestimmte für mehrere Jahrhunderte das Schicksal des Ortes. Heute sind nur noch wenige Reste der Festungsanlagen erhalten.